# SC Rot-Weiss Oberhausen
Maillots
Actualités
Le Rot-Weiß Oberhausen (SC Rot-Weiß Oberhausen-Rheinland 1904) est un club de football allemand basé à Oberhausen. Le club est entraîné par Mario Basler depuis octobre 2011.

## Historique
- 1904 : fondation du club sous le nom de Oberhausener SV
- 1923 : fusion avec le Styrumer BV en SV 1904 Oberhausen-Styrum
- 1934 : le club est renommé Rot-Weiß Oberhausen
- 1943 : fusion avec le ASV Elmar Alstaden en Kriegs SG Oberhausen
- 1945 : révocation de la fusion, puis le club prend le nom de SC Rot-Weiß Oberhausen-Rheinland
- 1969 : 1re participation à la Bundesliga 1 (saison 1969/1970)
- 2008 : le club remonte en Bundesliga 2
- 2009-2010 : participation à la Bundesliga 2
- 2010-2011 : Avant-dernier de Bundesliga 2 et relégation en troisième division.

## Anciens joueurs
| - Rüdiger Abramczik - Allemagne - Adrian Aliaj - Albanie - Marius Baciu - Roumanie - Anthony Baffoe - Ghana - Manfred Burgsmüller - Allemagne - Wolfgang Funkel - Allemagne - Ditmar Jakobs - Allemagne - Wolfgang Kleff - Allemagne - Sascha Rösler - Allemagne - Teodor Rus - Roumanie - Moustapha Salifou - Togo |